# Al Thalimain Posterior
Al Thalimain Posterior (ι Aquilae / ι Aql / 41 Aquilae) es una estrella en la constelación del Águila de magnitud aparente +4,35. Comparte el nombre de Al Thalimain con λ Aquilae a pesar de que la separación visual entre ambas es de 8.º. El nombre, proveniente de la antigua tradición árabe, procede del término الثالمين ath-thalīmain, cuyo significado es «los dos avestruces». La palabra Posterior se ha utilizado para indicar que en su movimiento aparente a través del cielo ι Aquilae sigue a λ Aquilae.
Situada a 307 años luz del sistema solar, Al Thalimain Posterior aparece catalogada como una gigante azul de tipo espectral B5III. Con una temperatura superficial de 14.020 K, brilla con una luminosidad 445 veces superior a la luminosidad solar. Su velocidad de rotación es de 73 km/s —siendo este un límite inferior, ya que lo que se observa es la velocidad proyectada—, completando un giro en menos de 2,5 días. Su diámetro y su masa son, respectivamente, 3,6 y 4,3 veces mayores que los del Sol; este último parámetro muestra que Al Thalimain Posterior no es en realidad una estrella gigante sino una estrella cuya energía proviene de la fusión de su hidrógeno interno, con una edad aproximada de sólo 140 millones de años.
Clasificada como una estrella doble, Al Thalimain Posterior posee una compañera visual de magnitud 13 separada 43 segundos de arco. Su velocidad de separación es, sin embargo, demasiado grande para que constituyan un verdadero sistema binario.